# Dolsk
Dolsk (in tedesco Dolzig) è un comune urbano-rurale polacco del distretto di Śrem, nel voivodato della Grande Polonia.
Ricopre una superficie di 124,76 km² e nel 2006 contava 5 810 abitanti.